# Chatswood, New South Wales
Chatswood este o suburbie în Sydney, Australia.